# Estructura desplegable

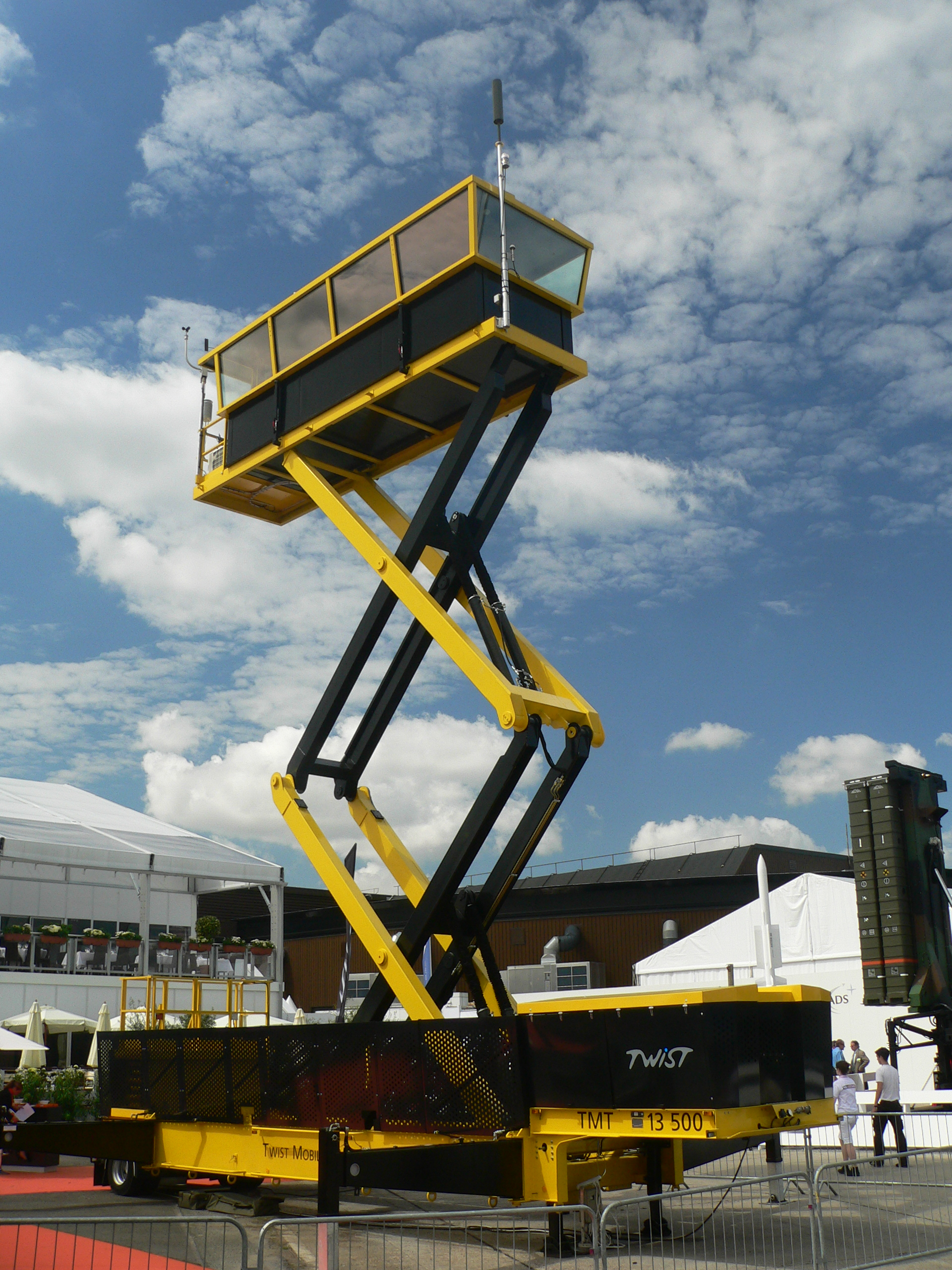
Una torre de control desplegable en campo

Una estructura desplegable es una estructura que puede cambiar de forma para cambiar significativamente su tamaño.
Ejemplos de estructuras desplegables son los paraguas, algunas estructuras de tensegridad, estructuras biestables, algunas formas de origami y estructuras en forma de tijera. Las estructuras desplegables también se utilizan en naves espaciales para desplegar paneles solares y velas solares .
Las estructuras desplegables basadas en el espacio se pueden clasificar en tres clases principales: la primera son las estructuras articuladas en la que los miembros rígidos contienen juntas de contacto deslizantes o se pliegan en puntos de bisagra y giran para desplegarse, a menudo bloqueándose en su lugar. La segunda clase consiste en un ensamblaje en órbita en el que se fabrica un dispositivo y se une mecánicamente en el espacio para formar la estructura. La clase final son las estructuras de alta tensión en las que el dispositivo se flexiona drásticamente de una configuración a otra durante el despliegue.

## Galería

Estructura tipo tijera
Estructura tipo tijera múltiple
Mecanismo simple de Hoberman
Mecanismo compuesto de Hoberman
Estructura de anillo desplegable plegable hacia afuera
Estructura de anillo desplegable plegable hacia adentro
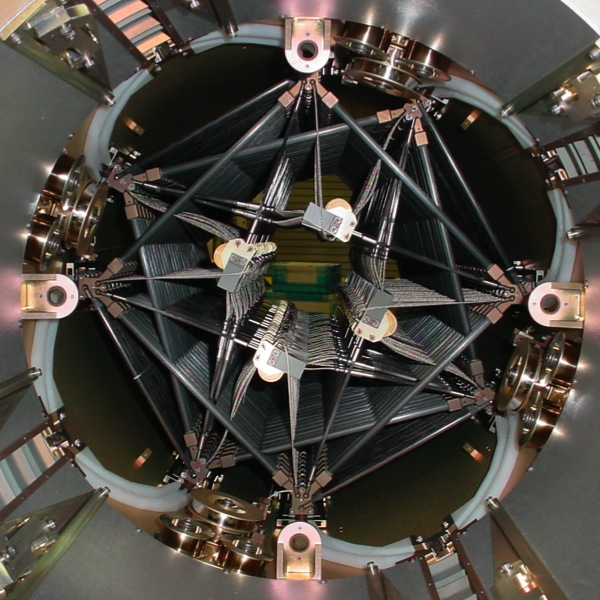
Mástil NuSTAR en la configuración plegada.
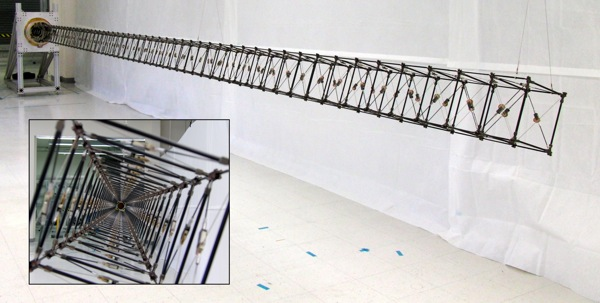
Mástil NuSTAR desplegado.